# Юго-восточная линия
Юго-восточная линия (Фиолетовая линия, англ. Southeast/Purple Line) — линия Хьюстонского трамвая, открытая 23 мая 2015 года.

## Ход работ
Строительство линии началось в 2009 году. Ранее линию планировалось сдать к октябрю 2013 года, но из-за проблем с законом «Buy American Act» срок отложен до 2014 года, а по плану развития общественного транспорта линии должны были ввести в эксплуатацию в 2012 году. В декабре 2011 года Федеральным управлением пассажирскими перевозками США было выделено 900 млн долларов для завершения строительства линий «Юго-восточная», «Ист-Энд» и продления линии «Северная».
Линия открыта 23 мая 2015 года, стоимость строительства составила 823 млн долларов.

## Станции
Длина линии составляет 9,8 км и состоит из 11 станций:
- Theater District
- Central Station Main (пересадка на линию «Северная»)
- Convention District
- EaDo/Stadium (пересадка на линию «Ист-Энд»)
- Leeland/Third Ward
- Elgin/Third Ward (пересадка на линию «Университетская»)
- Roberston Stadium/UH/TSU
- UH South/University Oaks
- MacGregor Park/MLK
- Palm Center Transit Center